# Live at Budokan (Dream Theater)
Live at Budokan is een concertregistratie van de progressieve metalband Dream Theater van hun optreden in de Nippon Budokan in Japan op 5 oktober 2004. Het is uitgegeven als 3 cd-box en dubbel-dvd.
Op 18 oktober 2011 werd de film ook uitgebracht op Blu-ray.

## Nummers

### Cd

#### Schijf 1
1. "As I Am" – 7:25
2. "This Dying Soul" – 11:44
3. "Beyond This Life" – 19:37
4. "Hollow Years" – 9:18
5. "Six Degrees of Inner Turbulence -3- War Inside My Head" – 2:22
6. "Six Degrees of Inner Turbulence -4- The Test That Stumped Them All" – 5:00

#### Schijf 2
1. "Endless Sacrifice" – 11:18
2. "Instrumedley" – 12:15
3. "Trial of Tears" – 13:49
4. "New Millennium" – 8:01
5. "Keyboard Solo" – 3:58
6. "Only a Matter of Time" – 7:21

#### Schijf 3
1. "Six Degrees of Inner Turbulence -5- Goodnight Kiss"– 6:16
2. "Six Degrees of Inner Turbulence -6- Solitary Shell" – 5:58
3. "Stream of Consciousness" – 10:54
4. "Disappear" – 5:56
5. "Pull Me Under" – 8:38
6. "In the Name of God" – 15:49

### Dvd

#### Schijf 1
Het volledige concert:
1. "As I Am" – 8:34
2. "This Dying Soul" – 12:12
3. "Beyond This Life" – 19:34
4. "Hollow Years" – 9:19
5. "Six Degrees of Inner Turbulence -3- War Inside My Head" – 2:30
6. "Six Degrees of Inner Turbulence -4- The Test That Stumped Them All" – 4:53
7. "Endless Sacrifice" – 11:20
8. "Instrumedley" – 12:09
9. "Trial of Tears" – 13:58
10. "New Millennium" – 7:59
11. "Keyboard solo" – 3:59
12. "Only a Matter of Time" – 7:25
13. "Six Degrees of Inner Turbulence -5- Goodnight Kiss" – 6:14
14. "Six Degrees of Inner Turbulence -6- Solitary Shell" – 5:51
15. "Stream of Consciousness" – 10:55
16. "Disappear" – 5:55
17. "Pull Me Under" – 9:00
18. "In The Name of God" – 17:36
19. Credits – 3:11

Vanwege tijdsbeperkingen werden de nummers "The Great Debate", "Under A Glass Moon" en "Caught In A Web" (inclusief een drumsolo) op het laatste moment van de setlijst gehaald. Bij de dvd wordt bij de credits het nummer "Vacant" afgespeeld, echter zonder de zangpartij.

#### Schijf 2
Documentaire en extra's:
- "Riding The Train Of Thought": Japanse Tourdocumentaire – 29:46
- John Petrucci "Guitar World" – 6:27
- Jordan Rudess "Keyboard World" – 6:43
- Mike Portnoy Drum Solo – 12:08
- "The Dream Theater Chronicles": 2004 Tour Opening Video – 5:43
- "Instrumedley" Multiangle bonus – 12:03

## Instrumedley
Het nummer Instrumedley is een instrumentaal nummer bestaande uit fragmenten van verschillende nummers van Dream Theater en Liquid Tension Experiment. Het nummer werd geïntroduceerd tijdens het tweede gedeelte van de World Tourbulence tournee in Noord-Amerika. De titel is een mengwoord bestaande uit 'Instrumental' en 'Medley'. Omdat het nummer The Dance of Eternity als leidraad wordt gebruikt, wordt het nummer ook wel aangeduid als Dance of Instrumentals.
De compositie is samengesteld uit de volgende nummers:
| Tijd  | Oorspronkelijk nummer (album)                                          |
| ----- | ---------------------------------------------------------------------- |
| 0:00  | "The Dance of Eternity" (Metropolis, Pt. 2: Scenes From A Memory)      |
| 1:34  | "Metropolis Pt. 1: The Miracle and the Sleeper" (Images And Words)     |
| 1:57  | "Erotomania" (Awake)                                                   |
| 3:29  | "The Dance of Eternity"                                                |
| 4:20  | "Metropolis Pt. 1: The Miracle and the Sleeper"                        |
| 5:16  | "A Change of Seasons IV: The Darkest of Winters" (A Change Of Seasons) |
| 5:48  | "When the Water Breaks" (Liquid Tension Experiment 2)                  |
| 5:56  | "A Change of Seasons IV: The Darkest of Winters"                       |
| 6:03  | "Ytse Jam" (When Dream And Day Unite)                                  |
| 7:45  | "The Dance of Eternity"                                                |
| 8:30  | "Paradigm Shift" (Liquid Tension Experiment)                           |
| 9:29  | "Universal Mind" (Liquid Tension Experiment)                           |
| 10:18 | "The Dance of Eternity"                                                |
| 11:00 | "Hell's Kitchen" (Falling Into Infinity)                               |

## Bandleden
- James LaBrie – Zang
- John Myung – Basgitaar, Chapman Stick
- John Petrucci – Gitaar en achtergrondzang
- Mike Portnoy – Drums, achtergrondzang en percussie
- Jordan Rudess – Keyboards